# Гомункулус (фильм, 1916)

Венгерский постер шестой части фильма

«Гому́нкулус» (нем. Homunculus, 1916) — немецкий шестисерийный немой художественный фильм Отто Рипперта, чрезвычайно популярный в Германии во время Первой мировой войны и оказавший большое влияние на развитие немецкого кинематографа 1920-х годов. Фильм не имел международного резонанса, так как попал под бойкот, объявленный странами Антанты на время войны всей германской промышленности, в том числе киноиндустрии. Немецкие фильмы, сделанные в этот период, прокатывались только в Германии.
В заглавной роли снимался весьма популярный в те годы, особенно в Германии, датский актёр Олаф Фёнс, обладавший эффектной романтической внешностью. Эта работа принесла ему большой успех.

## Сюжет
Профессор Гансен и его ассистент Родин осуществляют эксперимент по созданию искусственного человека — Гомункулуса. Они зачинают его в реторте, и вскоре существо вырастает во взрослого человека, наделённого поразительным умом и твёрдостью характера. Профессор Ортман крадет новорождённого, подменив его болезненным младенцем. Через двадцать пять лет  Ричард Ортман узнаёт тайну своего появления на свет, и это обрекает его на душевные муки. Изгой, он ищет любви, отправляется в странствия, но весть о том, что он «человек без души», следует за ним по пятам. Люди отвергают его. Тогда Гомункулусом овладевают ненависть и презрение. Используя свои уникальные возможности (судя по всему, подразумевается гипноз), он восходит к власти, и скоро целая страна оказывается у его ног. Мстя людям, Гомункулус провоцирует забастовку и жестоко расправляется с протестующими. Апофеозом его стремлений становится мировая война, развязанная с целью уничтожения человечества. Но удар молнии убивает его.

## Серии

### Оригинальные серии
Первая, третья, пятая и шестая серии фильма не сохранились, вторая серия сохранилась частично.
1. Гомункулус, часть 1 (Homunculus, 1. Teil)
2. Гомункулус, часть 2: Таинственная книга (Homunculus, 2. Teil — Das geheimnisvolle Buch)
3. Гомункулус, часть 3: Трагедия любви Гомункулуса (Homunculus, 3. Teil — Die Liebestragödie des Homunculus)
4. Гомункулус, часть 4: Месть Гомункулуса (Homunculus, 4. Teil — Die Rache des Homunculus)
5. Гомункулус, часть 5: Истребление человечества (Homunculus, 5. Teil — Die Vernichtung der Menschheit)
6. Гомункулус, часть 6: Конец Гомункулуса (Homunculus, 6. Teil — Das Ende des Homunculus)

### Перемонтировка и повторный выпуск
В 1920 году фильм был перемонтирован и повторно выпущен на экраны в сокращённой трёхсерийной версии общей длительностью 275 минут. Фильмы этой версии вышли в прокат под названиями:
1. Гомункулус, часть 1: Искусственный человек (Homunculus, 1. Teil: Der künstliche Mensch)
2. Гомункулус, часть 2: Истребление человечества (Homunculus, 2. Teil: Die Vernichtung der Menschheit)
3. Гомункулус, часть 3: Битва титанов (Homunculus, 3. Teil: Ein Titanenkampf)

## Даты премьер
- первая серия: 18 августа 1916 года
- вторая серия: 13 октября 1916 года
- третья серия: 27 октября 1916 года
- четвёртая серия: 10 ноября 1916 года
- пятая серия: 1 декабря 1916 года
- шестая серия: начало 1917 года

## Влияние
Зигфрид Кракауэр писал: 

«…Мотивы „Голема“ всплывают в „Гомункулусе“ (1916) — шестичастевом фильме Отто Рипперта, пользовавшемся огромной популярностью в военные годы. Главную роль исполнил известный датский актёр Олаф Фёнс, чья романтическая внешность в роли Гомункулуса оказала влияние на моду берлинских франтов».
Тема и сюжет сериала оказали существенное влияние на многих немецких кинематографистов и зарубежных коллег, использующих их опыт; подобные схемы были применены, в частности, в таких фильмах, как «Метрополис» (1927) и «Альрауне» (1928). Отдельные мотивы и сцены  (в частности, ставший клише визуальный ряд: погоня горожан за Гомункулусом — за Кноком в «Носферату: Симфония ужаса» (1922) — толпы за Эриком в «Призраке оперы»  — рабочих в «Метрополисе» за Лже-Марией и жителей деревни за Чудовищем Франкенштейна) также перекликаются. Образ горбатого ассистента по фамилии Родин, помогающего сначала Гансену, затем самому Гомункулусу, очевидно, повлиял на создание сценаристами одного из персонажей фильма «Франкенштейн» 1931 года — горбатого злобного калеки Фрица, который служит ассистентом у Виктора Франкенштейна.